# غلين مور
غلين مور (بالإنجليزية: Glenn Moore)‏ هو لاعب اتحاد الرغبي نيوزيلندي، ولد في 25 سبتمبر 1959 في تاكابونا ‏ في نيوزيلندا.